# Westeinde (Enkhuizen)
Westeinde is een buurtschap in de gemeente Enkhuizen in de Nederlandse provincie Noord-Holland.
Westeinde ligt precies tussen Bovenkarspel en de oorspronkelijke stadswal bij de Koepoort ingang van Enkhuizen. Formeel valt de plaats onder Enkhuizen. Het Westeinde is ook het oostelijke eindpunt van de landstreek De Streek.
Het Westeinde ontstond als kern van bewoning iets voorbij de grens van Enkhuizen. Tegenwoordig is over de hele lengte van de weg, waaraan de kern was ontstaan, bewoning en bedrijven. De belangrijkste bedrijven aan het Westeinde zijn de diverse zaadbedrijven van Enkhuizen die, toen ze daar aan het einde van de negentiende eeuw begonnen, van belang waren voor de economie van de gemeente Enkhuizen.

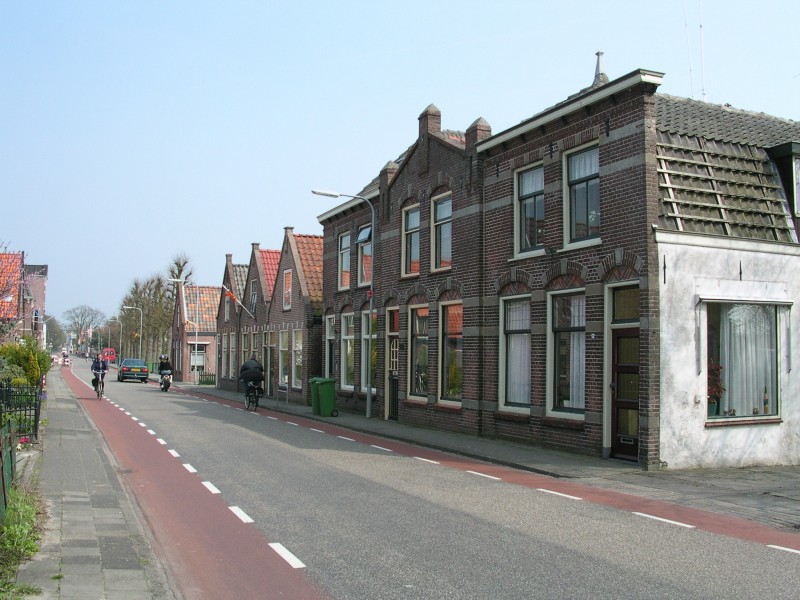
Westeinde
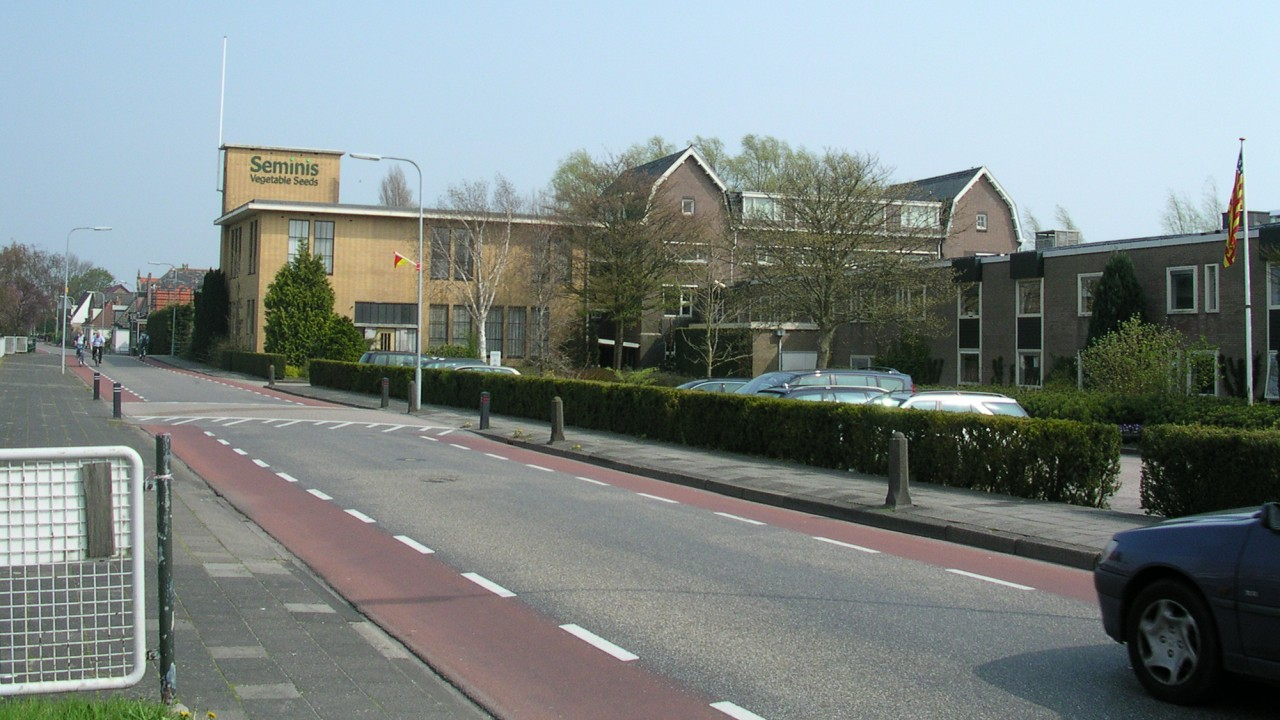
Het voormalige Royal Sluis, een van de zaadbedrijven aan het Westeinde

Stad: Enkhuizen      Dorp: Oosterdijk      Buurtschap: Westeinde